# 市田禎蔵
市田 禎蔵（いちだ ていぞう、1909年9月30日 - 1992年7月27日）は、日本の経営者、銀行家。滋賀県出身。

## 経歴
1932年に東京帝国大学経済学部を卒業し、同年に日本銀行に入行。1959年4月に日本開発銀行理事を経て、1966年5月に常陽銀行副頭取に就任し、1967年11月には頭取に昇格。1975年7月に会長、1979年12月に取締役相談役を経て、1981年6月には相談役に退いた
1980年4月に勲三等瑞宝章を受章。
1992年7月27日心不全のために死去。82歳没。